# 瘦長真亮羽水蚤
瘦長真亮羽水蚤（学名：Euaugaptilus elongatus）为亮羽水蚤科真亮羽水蚤屬下的一个种。